# Jan van Egmond van de Nijenburg (1551–1621)
Jan van Egmond van de Nijenburg (* 1551 in Alkmaar; † 14. Juni 1621 ebenda) war ein holländischer Patrizier, Bürgermeister von Alkmaar und Mitglied der aristokratischen Familie Van Egmond van de Nijenburg.

## Biografie
Jans Eltern waren Cornelis van de Nijenburg (1530–1610), Bürgermeister von Alkmaar und dessen Cousine väterlicherseits, Elisabeth Jansdr (* 1525), Tochter des Jan Jansz, Bürgermeister von Alkmaar. Jan ehelichte mit Margreta van der Duyn, die ihm drei Kinder gebar:
- Gerrit van Egmond van de Nijenburg (1576–1636), Bürgermeister von Alkmaar; Stammherr der baronialen Linie
- Adriana van Egmond van de Nijenburg († 1613), ehelichte 1577 Floris van Teylingen († 1524), Bürgermeister von Alkmaar und Mitglied in den Generalstaaten
- Jan van Egmond van de Nijenburg (1579–1621), von dem eine Linie abzweigte, mit deren Absterben im Jahre 1747 auch das Gesamtgeschlecht erlosch

Jan war Houtevester (Förster) von Egmond sowie Deichgraf von den Schermer, der Geestmerambacht, von Schager- und Niedorperkoggen. In der Stadt Alkmaar erfüllte er das Bürgermeisteramt mehrere Male.